# Marián Timko
Marián Timko (ur. 18 stycznia 1975 w Trebišovie) – były słowacki piłkarz, występujący na pozycji obrońcy.

## Kariera
Seniorską karierę rozpoczynał w 1993 roku w Interze Bratysława, gdzie w sezonie 1993/1994 rozegrał siedem meczów. W sezonie 1994/1995 był wypożyczony do Ozety Dukli Trenčín, po czym wrócił do Interu. W sezonie 1996/1997 grał na wypożyczeniu w FC Nitra. Następnie był piłkarzem Slovanu Bratysława, BŠK Bardejov oraz FC Rimavská Sobota. Na początku 2000 roku przeszedł do węgierskiego Diósgyőri VTK. W sezonie 2000/2001 grał w polskim Górniku Łęczna, zdobywając osiem goli w 26 meczach ligowych. Następnie wrócił na Słowację, gdzie reprezentował barwy Slavoju Trebišov, SH Senica oraz DAC Dunajská Streda.

## Statystyki ligowe
| Sezon         | Klub                        | Liga           | Mecze | Gole |
| ------------- | --------------------------- | -------------- | ----- | ---- |
| 1993/1994     | AŠK Inter Bratysława        | 1. liga        | 7     | 0    |
| 1994/1995     | FK Ozeta Dukla Trenčín      | 2. liga        | ?     | ?    |
| 1995/1996     | AŠK Inter Bratysława        | 1. liga        | 6     | 0    |
| 1996/1997     | FC Nitra                    | 1. liga        | 21    | 3    |
| 1997/1998 (j) | ŠK Slovan Bratysława        | Mars superliga | 14    | 0    |
| 1997/1998 (w) | BŠK Bardejov                | Mars superliga | 10    | 0    |
| 1998/1999     | FC Rimavská Sobota          | Mars superliga | 18    | 0    |
| 1999/2000 (j) | FC Rimavská Sobota          | 2. liga        | ?     | ?    |
| 1999/2000 (w) | Diósgyőri VTK               | PNB            | ?     | ?    |
| 2000/2001     | Górnik Łęczna               | II liga        | 26    | 8    |
| 2002/2003 (j) | FK Slavoj Trebišov          | 3. liga        | ?     | ?    |
| 2003/2004 (j) | SH Senica                   | 2. liga        | ?     | 3    |
| 2003/2004 (w) | FK DAC 1904 Dunajská Streda | 2. liga        | 6     | 0    |
| 2004/2005 (w) | FK Slavoj Trebišov          | 2. liga        | ?     | ?    |